# كاستليرو
كاستليرو (بالإيطالية: Castellero)‏ هي بلدة وبلدية في مقاطعة أستي في إقليم بييمونتي في جنوب إيطاليا.

## السكان
في سنة 1861 بلغ عدد السكان 371 نسمة، وتطور العدد ليصل في سنة 2011 لـ 302 نسمة.
يظهر هذا المخطط البياني تطور النمو السكاني لـ كاستليرو